# NGC 6472
NGC 6472 este o galaxie spirală situată în constelația Dragonul. A fost descoperită în 25 septembrie 1886 de către Lewis A. Swift.